# UTC+14:00
UTC+14 est le fuseau horaire le plus oriental actuellement utilisé, en avance de 14 heures sur UTC, de sorte que c'est l'endroit où commence chaque nouvelle date du calendrier civil légalement.

## Zones concernées

### Toute l'année
UTC+14 est utilisé toute l'année dans les pays et territoires suivants :
- Kiribati : Îles de la Ligne.

### Heure d'hiver (hémisphère nord)
Aucune zone n'utilise UTC+14 pendant l'heure d'hiver (dans l'hémisphère nord) et UTC+15 à l'heure d'été.

### Heure d'hiver (hémisphère sud)
Aucune zone n'utilise UTC+14 pendant l'heure d'hiver (dans l'hémisphère sud) et UTC+15 à l'heure d'été.

### Heure d'été (hémisphère nord)
Aucune zone n'utilise UTC+14 pendant l'heure d'été (dans l'hémisphère nord) et UTC+13 à l'heure d'hiver.

### Heure d'été (hémisphère sud)
Aucune zone n'utilise UTC+14 pendant l'heure d'été (dans l'hémisphère sud) et UTC+13 à l'heure d'hiver.

### Résumé
Le tableau suivant résume la répartition du fuseau horaire sur les terres émergées :
| Utilisation          | Superficie (km²) | Population (hab.) | Densité (hab./km²) | Pays/Territoires |
| -------------------- | ---------------- | ----------------- | ------------------ | ---------------- |
| UTC+14 toute l'année | +515,            | +8 800,           | +17,               | +1,              |
| Total                | +515,            | +8 800,           | +17,               | +1,              |

## Caractéristiques

### Géographie
UTC+14 est en avance de 14 heures sur UTC. Il correspond à peu près à l'heure solaire moyenne du 150e méridien ouest. Il s'agit du fuseau horaire le plus en avance par rapport à UTC et les zones qui l'utilisent sont les premières du globe à commencer un nouveau jour civil.
Les zones utilisant UTC+14 ont exactement 24 heures d'avance sur celles utilisant UTC-10. Certaines de ces zones sont proches d'Hawaï et des îles de la Ligne, bien qu'étant situées sur des longitudes similaires, sont décalées de 24 heures (et séparées de 3 heures environ en avion) : lorsqu'il est midi le lundi à Hawaï, il est midi le mardi dans les îles de la Ligne. À l'heure d'été, les Samoa sont en UTC+14, tandis que les Samoa américaines, distantes de 70 km, sont en UTC-11, 25 heures en retard.
L'île du Millénaire dans les îles de la Ligne, par 150° 13′ Ouest, est le point le plus oriental à utiliser UTC+14. L'île Christmas (157° 24′ Ouest), est la zone habitée la plus orientale. Réciproquement, Teraina (160° 24′ Ouest), est le point le plus occidental à utiliser UTC+14 toute l'année. Falealupo dans les Samoa est plus à l'ouest (172° 48′ Ouest), mais n'est à UTC+14 qu'à l'heure d'été.
Toutes les terres émergées utilisant le fuseau horaire sont situées entre le 180e méridien et le 150e méridien ouest, et entre le 5e parallèle nord et le 14e parallèle sud.

### Soleil
Les zones concernées par le fuseau horaire sont suffisamment proches de l'équateur pour que les horaires de lever et de coucher de soleil soient à peu près constantes (à une heure près) tout au long de l'année.
| Lieu              | Pays     | Coordonnées                 | 1er janvier 2012 | 1er janvier 2012 | 1er janvier 2012 | 1er avril 2012 | 1er avril 2012 | 1er avril 2012 | 1er juillet 2012 | 1er juillet 2012 | 1er juillet 2012 | 1er octobre 2012 | 1er octobre 2012 | 1er octobre 2012 |
| Lieu              | Pays     | Coordonnées                 | Lever            | Midi             | Coucher          | Lever          | Midi           | Coucher        | Lever            | Midi             | Coucher          | Lever            | Midi             | Coucher          |
| ----------------- | -------- | --------------------------- | ---------------- | ---------------- | ---------------- | -------------- | -------------- | -------------- | ---------------- | ---------------- | ---------------- | ---------------- | ---------------- | ---------------- |
| Île du Millénaire | Kiribati | 9° 56′ sud, 150° 13′ ouest  | 6 h 19           | 12 h 4           | 17 h 50          | 6 h 6          | 12 h 4         | 18 h 4         | 6 h 19           | 12 h 5           | 17 h 50          | 5 h 45           | 11 h 50          | 17 h 55          |
| Tabuaeran         | Kiribati | 3° 52′ nord, 159° 22′ ouest | 6 h 45           | 12 h 41          | 18 h 37          | 6 h 37         | 12 h 41        | 18 h 45        | 6 h 32           | 12 h 42          | 18 h 51          | 6 h 25           | 12 h 27          | 18 h 29          |
| Apia              | Samoa    | 13° 50′ sud, 171° 45′ ouest | 6 h 4*           | 12 h 31*         | 18 h 57*         | 6 h 33*        | 12 h 31*       | 18 h 29*       | 7 h 52           | 13 h 31          | 19 h 10          | 6 h 10*          | 12 h 16*         | 18 h 22*         |

### Identifiants
Dans la tz database, les identifiants concernés par UTC+14:00 sont :
- Pacific/Kiritimati ;
- Pacific/Apia.

## Historique

### Kiribati
UTC+14 n'est pas utilisé avant 1995. À la fin de l'année 1994, les îles de la Ligne passent d'UTC-10 à UTC+14. Les îles de la Ligne, situées à l'est du 180e méridien, font partie des Kiribati dont la majeure partie du territoire (y compris la capitale Tarawa-Sud) est située à l'ouest de ce méridien.
L'ancienne colonie britannique des îles Gilbert, centrée à l'ouest de la ligne de changement de date, obtient son indépendance en 1979. La nouvelle république des Kiribati comporte également les îles Phœnix et les îles de la Ligne, sous influence américaine, et situées de l'autre côté de la ligne de changement de date.
Le fuseau horaire des îles Phœnix et de la Ligne (la ligne en question étant l'équateur et non celle de changement de date) est donc modifié afin de permettre à tout le territoire du pays de se situer sur des fuseaux horaires consécutifs. Pour ce faire, les îles de la Ligne sautent le 31 décembre 1994, passant directement du 30 décembre 1994 au 1er janvier 1995.

### Tonga
Les Tonga utilisent UTC+14 à l'heure d'été entre 1999 et 2002. À la suite de cet abandon, le pays est situé toute l'année dans UTC+13.

### Samoa et Tokelau
Jusqu'en décembre 2011, Tokelau et les Samoa utilisent UTC-11. Dans le cas des Samoa, ce fuseau horaire a été choisi le 4 juillet 1892, afin d'être en accord avec les marchands américains basés en Californie. Le pays réalisant désormais l'essentiel de son activité économique avec l'Australie et la Nouvelle-Zélande, son gouvernement décide de passer de l'autre côté de la ligne de changement de date afin que leurs jours ouvrés coïncident. À 23 h 59 min 59 s, le 29 décembre 2011, les Samoa sautent l'intégralité du 30 décembre afin de se retrouver le 31 décembre à minuit, à UTC+13. Observant l'heure d'été, les Samoa avancent alors d'une heure et se retrouvent en UTC+14.
En réponse à la décision des Samoa, Tokelau décide en octobre 2011 de réaliser un saut similaire afin de se rapprocher de l'heure de la Nouvelle-Zélande. Le territoire omet également le 30 décembre 2011 en passant d'UTC-11 à UTC+13,. De nombreuses publications mentionnent alors que l'archipel se situe désormais en UTC+14, une inexactitude qui pourrait provenir de l'isolement du territoire et d'une erreur précédente le situant auparavant en UTC-10,. Les Samoa abandonne l'heure d'été en septembre 2021, passant à UTC+13 toute l'année. 